# 中村勝行
中村 勝行（なかむら かつゆき、1942年11月14日 - 2022年3月11日）は、日本の脚本家、小説家。俳優の中村敦夫は兄にあたる。時代小説を書くときのペンネームは「黒崎裕一郎」。

## 来歴・人物
機械いじりと絵を描くことが好きだった少年時代だったとのこと。しかし「絵は芸術大学に不合格だった時点で、映画のカメラマンは目が悪いからあきらめた」という。東京電機大学を卒業後、撮影機材会社の技師、制作会社プロデューサーの手伝いなどを経て、必殺シリーズへの原稿持ち込みがきっかけでテレビの世界に入り1975年に『必殺仕置屋稼業』で脚本家デビュー。必殺シリーズ、「ザ・ハングマン」などの脚本を手がける。
また時代小説も手がけており、1995年には、中村勝行名義で発表した『蘭と狗 長英破牢』で第6回時代小説大賞を受賞した。

## ドラマ
- 太陽にほえろ!
- 必殺シリーズ
  - 必殺必中仕事屋稼業
  - 必殺仕置屋稼業
  - 必殺仕業人
  - 必殺からくり人
  - 必殺からくり人・血風編
  - 新・必殺仕置人
  - 新・必殺からくり人・東海道五十三次殺し旅
  - 江戸プロフェッショナル・必殺商売人
  - 必殺仕事人・激突!
- 銭形平次
- 江戸の牙
- ザ・ハングマンシリーズ
- 特命刑事ザ・コップ
- 混浴露天風呂連続殺人シリーズ
- ルパン三世 PARTIII
- 弁護士・今田一平シリーズ

## 映画
- 帰って来た木枯し紋次郎

## 小説：中村勝行名義
- 『蘭と狗』講談社、1996年3月。ISBN 4-06-208036-2。
  - 『蘭と狗 長英破牢』講談社〈講談社文庫〉、1999年9月。ISBN 978-4-06-264674-1。
  - 『蘭と狗 長英破牢』徳間書店〈徳間文庫〉、2004年12月。ISBN 4-19-892165-2。黒崎裕一郎名義で再刊。

## 小説：黒崎裕一郎名義

### 享保異聞シリーズ
1. 『享保異聞はぐれ柳生殺人剣』徳間書店、1998年12月。
2. 『享保異聞はぐれ柳生斬人剣』徳間書店、1999年10月。
3. 『享保異聞はぐれ柳生無情剣』徳間書店、2000年10月。

徳間文庫版
1. 『はぐれ柳生殺人剣』徳間書店〈徳間文庫〉、2002年4月。ISBN 4-19-891688-8。
2. 『はぐれ柳生斬人剣』徳間書店〈徳間文庫〉、2002年7月。ISBN 4-19-891735-3。
3. 『はぐれ柳生無情剣』徳間書店〈徳間文庫〉、2002年8月。ISBN 4-19-891747-7。

文芸社文庫版
1. 『はぐれ柳生必殺剣』文芸社〈文芸社文庫〉、2015年4月。ISBN 978-4-286-16304-8。
2. 『はぐれ柳生非情剣』文芸社〈文芸社文庫〉、2015年6月。ISBN 978-4-286-16619-3。
3. 『はぐれ柳生紫電剣』文芸社〈文芸社文庫〉、2015年8月。ISBN 978-4-286-16834-0。

### 冥府の刺客シリーズ
幻十郎必殺剣としてドラマ化。
広済堂文庫版
- 『冥府の刺客』広済堂出版〈広済堂文庫〉、1998年3月。
- 『死神幻十郎』広済堂出版〈広済堂文庫〉、1998年8月。
- 『死神幻十郎 2 女人結界』広済堂出版〈広済堂文庫〉、1999年4月。

徳間文庫版
1. 『死神幻十郎』徳間書店〈徳間文庫〉、2001年1月。
2. 『魔炎』徳間書店〈徳間文庫〉、2001年2月。
3. 『邪淫』徳間書店〈徳間文庫〉、2001年4月。
4. 『密殺』徳間書店〈徳間文庫〉、2001年9月。
5. 『怨讐』徳間書店〈徳間文庫〉、2003年5月。
6. 『兇弾』徳間書店〈徳間文庫〉、2004年5月。
7. 『逆賊』徳間書店〈徳間文庫〉、2005年6月。

文芸社文庫版
1. 『冥府の剣』文芸社〈文芸社文庫〉、2016年10月。ISBN 978-4-286-18037-3。
2. 『火罪』文芸社〈文芸社文庫〉、2016年12月。ISBN 978-4-286-18221-6。
3. 『玉競り』文芸社〈文芸社文庫〉、2017年2月。ISBN 978-4-286-18392-3。
4. 『謀殺』文芸社〈文芸社文庫〉、2017年4月。ISBN 978-4-286-18569-9。
5. 『怨み節』文芸社〈文芸社文庫〉、2017年6月。ISBN 978-4-286-18768-6。
6. 『殺炮』文芸社〈文芸社文庫〉、2017年8月。ISBN 978-4-286-18973-4。
7. 『姦計』文芸社〈文芸社文庫〉、2017年10月。ISBN 978-4-286-19171-3。

### 鳥見役影御用シリーズ
幻冬舎文庫版
- 『闇の華』幻冬舎〈幻冬舎文庫〉、2001年6月。
- 『讐鬼の剣』幻冬舎〈幻冬舎文庫〉、2002年6月。

徳間文庫版
- 『闇の華』徳間書店〈徳間文庫〉、2005年11月。
- 『讐鬼の剣』徳間書店〈徳間文庫〉、2006年1月。

文芸社文庫版
- 『禁断の華』文芸社〈文芸社文庫〉、2018年4月。ISBN 978-4-286-19687-9。
- 『復仇の剣』文芸社〈文芸社文庫〉、2018年12月。ISBN 978-4-286-20471-0。

### 公事宿始末人シリーズ
学研M文庫版
1. 『公事宿始末人淫獣斬り』学研〈学研M文庫〉、2003年5月。
2. 『公事宿始末人破邪の剣』学研〈学研M文庫〉、2004年7月。
3. 『公事宿始末人叛徒狩り』学研〈学研M文庫〉、2005年9月。
4. 『公事宿始末人斬奸無情』学研〈学研M文庫〉、2008年5月。

祥伝社文庫版
1. 『公事宿始末人千坂唐十郎』祥伝社〈祥伝社文庫〉、2016年11月。ISBN 978-4-396-34265-4。
2. 『公事宿始末人破邪の剣』祥伝社〈祥伝社文庫〉、2017年2月。ISBN 978-4-396-34291-3。
3. 『公事宿始末人叛徒狩り』祥伝社〈祥伝社文庫〉、2017年4月。ISBN 978-4-396-34304-0。
4. 『公事宿始末人斬奸無情』祥伝社〈祥伝社文庫〉、2017年7月。ISBN 978-4-396-34338-5。

### 渡世人伊三郎シリーズ
ハルキ文庫版
- 『渡世人伊三郎 上州無情旅』角川春樹事務所〈ハルキ文庫〉、2003年6月。ISBN 4-7584-3047-0。
- 『血風天城越え 渡世人伊三郎』角川春樹事務所〈ハルキ文庫〉、2004年12月。ISBN 4-7584-3145-0。

祥伝社文庫版
- 『渡世人伊三郎 上州無情旅』祥伝社〈祥伝社文庫〉、2021年1月。ISBN 978-4-396-34703-1。
- 『渡世人伊三郎 血風天城越え』祥伝社〈祥伝社文庫〉、2021年3月。ISBN 978-4-396-34716-1。

### 必殺闇同心シリーズ
神江里見による漫画版がある（小池書院・刊）。
祥伝社文庫版
1. 『必殺闇同心』祥伝社〈祥伝社文庫〉、2001年8月。
2. 『人身御供』祥伝社〈祥伝社文庫〉、2002年9月。
3. 『夜盗斬り』祥伝社〈祥伝社文庫〉、2003年9月。
4. 『隠密狩り』祥伝社〈祥伝社文庫〉、2004年1月。
5. 『四匹の殺し屋』祥伝社〈祥伝社文庫〉、2005年4月。
6. 『娘供養』祥伝社〈祥伝社文庫〉、2006年3月。

祥伝社文庫 新装版
- 『必殺闇同心 新装版』祥伝社〈祥伝社文庫〉、2019年12月。ISBN 978-4-396-34592-1。
- 『必殺闇同心 人身御供 新装版』祥伝社〈祥伝社文庫〉、2020年2月。ISBN 978-4-396-34604-1。
- 『必殺闇同心 夜盗斬り 新装版』祥伝社〈祥伝社文庫〉、2020年4月。ISBN 978-4-396-34621-8。
- 『必殺闇同心 隠密狩り 新装版』祥伝社〈祥伝社文庫〉、2020年6月。ISBN 978-4-396-34641-6。
- 『必殺闇同心 四匹の殺し屋 新装版』祥伝社〈祥伝社文庫〉、2020年8月。ISBN 978-4-396-34656-0。
- 『必殺闇同心 娘供養 新装版』祥伝社〈祥伝社文庫〉、2020年10月。ISBN 978-4-396-34682-9。

### その他
- 『江戸城御金蔵破り』徳間書店、2002年7月。ISBN 4-19-861541-1。
  - 『江戸城御金蔵破り』徳間書店〈徳間文庫〉、2004年9月。ISBN 4-19-892117-2。
  - 『安政江戸城御金蔵破り』文芸社〈文芸社文庫〉、2017年12月。ISBN 978-4-286-19351-9。
- 『街道の牙』徳間書店〈徳間文庫〉、2006年9月。ISBN 4-19-892465-1。
  - 『街道の牙 影御用・真壁清四郎』祥伝社〈祥伝社文庫〉、2021年8月。ISBN 978-4-396-34755-0。